# Widziszewo
Widziszewo – wieś w Polsce położona w województwie wielkopolskim, w powiecie kościańskim, w gminie Kościan.
W swojej historii wieś należała m.in. do parafii farnej w Kościanie. W okresie Wielkiego Księstwa Poznańskiego (1815-1848) miejscowość wzmiankowana jako Widziszewo należała do wsi mniejszych w ówczesnym pruskim powiecie Kosten rejencji poznańskiej. Widziszewo należało do okręgu kościańskiego tego powiatu i stanowiło część majątku Przysieka niemiecka, który należał wówczas do Edwarda Potworowskiego. Według spisu urzędowego z 1837 roku Widziszewo liczyło 93 mieszkańców, którzy zamieszkiwali 10 dymów (domostw).
W latach 1975–1998 miejscowość administracyjnie należała do województwa leszczyńskiego.